# Bruno de Keyzer
Bruno de Keyzer (Maintenon, 1949. augusztus 11. – Villerville, 2019. június 25.) César-díjas francia operatőr.

## Filmjei
- Vidéki vasárnap (Un dimanche à la campagne) (1984)
- Emlékek, emlékek (Souvenirs souvenirs) (1984)
- Signé Charlotte (1985)
- Jazz Párizsban ('Round Midnight) (1986)
- A Morgue-utcai gyilkosság (The Murders in the Rue Morgue) (1986, tv-film)
- Béatrice passiója (La passion Béatrice) (1987)
- Kis Dorrit (Little Dorrit) (1987)
- Saxo (1988)
- Találkozás (Reunion) (1989)
- Az élet és semmi más (La vie et rien d'autre) (1989)
- Lacenaire (1990)
- Decemberi menyasszony (December Bride) (1991)
- Impromptu (1991)
- Félelem a sötéttől (Afraid of the Dark) (1991)
- Valahol Írországban (The Railway Station Man) (1992)
- Mesterfogás (Max & Jeremie) (1992)
- Látomások (Double Vision) (1992, tv-film)
- Gombháború (War of the Buttons) (1994)
- La reina de la noche (1994)
- Minden ember halandó (All Men Are Mortal) (1995)
- Jégcsillag (North Star) (1996)
- A rémkirály (Der Unhold) (1996)
- Győzelem (Victory) (1996)
- Mojo (1997)
- The Fifth Province (1997)
- A főbiztos (The Commissioner) (1998)
- Le clone (1998)
- Shooting the Past (1999, tv-film)
- Les collègues (1999)
- Kétbalkezes kiskölyök (C'est pas ma faute!) (1999)
- Hódító Adam (About Adam) (2000)
- The Day the Ponies Come Back (2000)
- Kopog a szemem! (J'ai faim!!!) (2001)
- Avant l'oubli (2005)
- Afrikai lóverseny (Zaïna, cavalière de l'Atlas) (2005)
- Les Européens (2006, Songe d'un Jour d'Été rész)
- Nagyon jól, köszi (Très bien, merci) (2007)
- Alarm (2008)
- Az elektromos ködben (In the Electric Mist) (2009)
- Montpensier hercegnő (La princesse de Montpensier) (2010)

## Díjai
- César-díj (1985, Vidéki vasárnap (Un dimanche à la campagne))